# 20197 Enriques
20197 Enriques è un asteroide della fascia principale. Scoperto nel 1997, presenta un'orbita caratterizzata da un semiasse maggiore pari a 2,6969919 UA e da un'eccentricità di 0,1126969, inclinata di 13,67221° rispetto all'eclittica.